# This is a Call
«This Is a Call» es el primer sencillo del grupo Foo Fighters, extraído de su álbum debut homónimo y lanzado a mediados de 1995. No se filmó ningún video para este tema.
Respecto a la canción, Dave Grohl afirmó que "el coro dice 'este es un llamado para mi resignación pasada'. Es solo una especie de pequeño saludo para toda la gente con la que he tocado música, gente con la que he sido amigo, todas mis relaciones, mi familia. Es un hola, y de cierta manera un gracias".

## Ediciones
Sencillo promocional de vinil de 12" para el Reino Unido
1. "This Is A Call"
2. "Podunk"

Sencillo de vinil de 7" con etiqueta estampada/Sencillo en CD francés/Sencillo en CD japonés/Sencillo de 7"
1. "This Is A Call"
2. "Winnebago"

Sencillo de vinil de 7" de un solo lado/CD promocional del RU
1. "This Is A Call"

Sencillo de vinil de 12"/Sencillo en CD británico/CD promocional para el radio
1. "This Is A Call"
2. "Winnebago"
3. "Podunk"

Sencillo en casete/Sencillo en CD australiano
1. "This Is A Call"
2. "Winnebago"
3. "Podunk (Cement Mix)"

"This Is a Call" (Grohl) - 3:52

"Winnebago" (Grohl, Turner) - 4:11

"Podunk" (Grohl) - 3:03

## Posición en las listas
| Año  | Sencillo       | Lista                              | Posición |
| ---- | -------------- | ---------------------------------- | -------- |
| 1995 | This Is a Call | Official UK Singles Chart          | N.º 5    |
| 1995 | This Is a Call | Modern Rock Tracks (EUA)           | N.º 2    |
| 1995 | This Is a Call | Mainstream Rock Tracks (EUA)       | N.º 6    |
| 1995 | This Is a Call | Official Australian Singles Chart  | N.º 10   |
| 1995 | This Is a Call | Official New Zealand Singles Chart | N.º 11   |
| 1995 | This Is a Call | Official Irish Singles Chart       | N.º 16   |
| 1995 | This Is a Call | Official Holland Singles Chart     | N.º 32   |
| 1995 | This Is a Call | Canadian National Airplay Chart    | N.º 35   |

- Datos: Q645322